# Cantón de Bourguébus
El cantón de Bourguébus era una división administrativa francesa, que estaba situada en el departamento de Calvados y la región de Baja Normandía.

## Composición
El cantón estaba formado por veinticuatro comunas:
- Airan
- Bellengreville
- Billy
- Bourguébus
- Cesny-aux-Vignes
- Chicheboville
- Clinchamps-sur-Orne
- Conteville
- Fontenay-le-Marmion
- Frénouville
- Garcelles-Secqueville
- Grentheville
- Hubert-Folie
- Laize-la-Ville
- May-sur-Orne
- Moult
- Ouézy
- Poussy-la-Campagne
- Rocquancourt
- Saint-Aignan-de-Cramesnil
- Saint-André-sur-Orne
- Saint-Martin-de-Fontenay
- Soliers
- Tilly-la-Campagne

## Supresión del cantón de Bourguébus
En aplicación del Decreto nº 2014-160 de 17 de febrero de 2014, el cantón de Bourguébus fue suprimido el 22 de marzo de 2015 y sus 24 comunas pasaron a formar parte; trece del nuevo cantón de Évrecy, diez del nuevo cantón de Troarn y una del nuevo cantón de Caen-5.